# Michael Silverstein
Pour les articles homonymes, voir Silverstein (homonymie).
Michael Silverstein, né le 12 septembre 1945 et mort le 17 juillet 2020 à Chicago, est un professeur en anthropologie, linguistique et psychologie à l'Université de Chicago.

## Biographie
Pendant sa carrière, il a rassemblé des études et des recherches provenant d'horizons divers – par exemple, la pragmatique linguistique, la sociolinguistique, l'idéologie linguistique, l'anthropologie sémiotique et la théorie grammaticale – pour rendre compte à la complexité du langage-en-culture (language-in-culture) et de la parole-en-interaction (talk-in-interaction). Parmi ses réalisations majeures, on peut signaler l'introduction de la théorie et la terminologie peircienne et surtout, la notion de l'indexicalité, dans la littérature anthropologique et linguistique.
Roman Jakobson était son directeur de thèse à l'Université de Harvard.